# SG Sechtem
Die SG Sechtem ist ein in Bornheim beheimateter Sportverein, der vorrangig durch seine Basketballabteilung bekannt geworden ist. Seit der Saison 2013/14 fungieren die Basketballer zusätzlich unter dem Namen Sechtem Toros.

## Geschichte
Der Verein wurde 1971 gegründet. Dabei schlossen sich einige Männer des Bornheimer Stadtteiles Sechtem zusammen und formten aus einer Turngruppe einen neuen Verein. Neben der Abteilung Basketball betreibt der Verein Sportgruppen in den Bereichen Turnen, Gymnastik und Leichtathletik.
Die erfolgreichste Zeit erlebte das Basketballteam der SG Sechtem zwischen 1999 und 2002. Damals spielte die erste Mannschaft in der 2. Basketball-Bundesliga. Von 1998 bis 2002 fungierte die SG Sechtem als Kooperationspartner der Telekom Baskets Bonn und erhielt so viele talentierte Spieler aus dem Kader des Erstligisten. Nach dem Ende der Kooperation spielte die SG Sechtem noch eine Saison unter dem Namen MDI Sports Sechtem in der zweiten Bundesliga. Danach zog sich der Verein freiwillig aus der Liga zurück und es folge ein Neuaufbau in der 2. Regionalliga West. Nach Abschluss der Saison 2004/2005 gelang der Aufstieg in die 1. Regionalliga West. Dort gelang kein Sieg und die erste Mannschaft zog sich noch während der laufenden Saison aus dem Spielbetrieb zurück. Dies hätte fast das Aus der Basketball-Abteilung bedeutet, doch ein erneuter Neuaufbadurch Verletzungen geprägten u in der 2. Regionalliga konnte geschafft werden.
Unter der Führung von Oliver Stier (Manager) wurde der Verein konzeptionell neu ausgerichtet. 2009 gelang erneut der Aufstieg in die 1. Regionalliga West. Dort konnte man die Saison 2009/2010 als Aufsteiger auf Platz 5 abschließen.
Mit Ende der Saison 2009/2010 wurde Dusko Milic als Trainer der SG Sechtem freigestellt. Meik Bassen wurde als Interimstrainer ernannt. Er übernimmt auch die Zusammenstellung des Kaders für die Saison 2010/2011. Mitte Juni 2010 gab die SG Sechtem bekannt, dass Meik Bassen jetzt auch offiziell Headcoach der 1. Mannschaft wird. Zuvor war er bereits Trainer der 2. Mannschaft gewesen. Die Saison 2010/2011 wurde eine der erfolgreichsten Spielzeiten der Vereinsgeschichte. Am 2. April 2011 konnte die Mannschaft durch einen 70:68-Sieg gegen Münster frühzeitig die Meisterschaft der Regionalliga West erringen. Aufgrund der angespannten finanziellen Lage verzichtete der Verein allerdings darauf den Aufstieg in die Pro B wahrzunehmen und startete auch 2011/2012 in der 1. Regionalliga West. Die Saison 2011/2012 konnte die SG nicht so erfolgreich gestalten wie erhofft. Aufgrund vieler knapper Niederlagen fand sich das Team zum Ende der Saison auf Platz 12 wieder und schaffte nur knapp den Klassenerhalt. Die folgende Spielzeit 2012/2013 beendete die SG Sechtem mit 13 Siegen und 11 Niederlagen dann auf Tabellenplatz 8. Nachdem die Hinrunde der Saison 2013/14 durch viele Verletzungen wichtiger Spieler geprägt war, verbesserte sich die Bornheimer noch vom 12. Rang auf die 7. Position des Abschlusstabelle. Ausschlaggebend dafür waren sieben Siege in Folge, so dass man in der Rückrundentabelle sogar auf Platz 2 lag.
Den nächsten Rückschlag für die Vorgebirgler gab es dann zum Abschluss der Saison 2015/2016, in der man sportlich mit dem 12. Tabellenplatz den Klassenerhalt eigentlich geschafft hatte, dann aber trotzdem in die 2. Regionalliga antreten musste, nachdem mit den Hertener Löwen und den Schwelmer Baskets zwei NRW-Mannschaften aus der ProB abgestiegen waren.

## Team 2017/2018
| Name                      | Spielposition |
| ------------------------- | ------------- |
| Lennard Joest             | Guard         |
| Stefan Hahn               | Forward       |
| Tautvydas Slizauskas      | Guard         |
| Nicholas Muller           | Center        |
| Henning Bromberg          | Guard         |
| Joel Lukeba               | Center        |
| Daniel Bartel             | Guard         |
| Lars Terlecki             | Forward       |
| Sami Khelefi              | Forward       |
| Arne Tigges               | Guard         |
| Thomas Kovalenko          | Forward       |
| Patrick Höhfeld           | Center        |
| Jan Montenarh             | Guard         |
| Marcus McLaurin           | Guard         |
| Miguel Iglesias Fernandez | Forward       |

Wechsel 2017/2018
Zugänge: Marcus McLaurin (Deutzer TV), Lars Terlecki (BBC Horchheim), Miguel Iglesias Fernandez (Deutzer TV), Lennard Joest (eigene Jugend), Patrick Höhfeld (Deutzer TV), Joel Lukeba (TLG Troisdorf), Sami Khelifi (RheinStars Köln 2), Thomas Kovalenko (eigene Jugend), Jan Montenarh (eigene Jugend), Tautvydas Slizauskas (Telekom Baskets Bonn NBBL)
Abgänge: Robert Salomon (2. Mannschaft), Jan Kranefeld (2. Mannschaft), Giacomo May (OSB München), Marcel Sagemüller (Bayer Giants Leverkusen), Vukajlo Vulevic (TV Neunkirchen), Turrell Morris (unbekannt), Jonas Weiser (unbekannt)

## Funktions-Team
Trainer: Steffen Joest
Co-Trainer: Sebastian Kloss
Sportlicher Leiter: Robert Posa

## Erfolge
- Aufstieg in die 2. Basketball-Bundesliga 1999
- Aufstieg in die 1. Regionalliga West 2005 und 2009
- 1. Platz 2010/2011 in der 1. Regionalliga West

## Bekannte ehemalige Spieler
- Peter Huber-Saffer
- Waldemar Buchmiller
- Jan-Peter Prasuhn
- Branko Klepac
- Sascha Rudolphi
- Meik Bassen – Abteilungsleiter der Sechtem Toros[27]
- Ladislau Kabat
- Nathan Drury
- Artur Kolodziejski – Zuletzt Leiter Nachwuchsakademie von Ratiopharm Ulm
- Rolf „Bibo“ Mayr
- Phillip Sellers
- Dominik Bahiense de Mello
- Ryan DeMichael

## Vergangene Spielzeiten (Seit 2008)
- 2008/2009: 01. Platz 2. Regionalliga West (Aufstieg in die 1. Regionalliga)
- 2009/2010: 05. Platz 1. Regionalliga West
- 2010/2011: 01. Platz 1. Regionalliga West (Aufstieg in die ProB aus wirtschaftlichen Gründen nicht wahrgenommen)
- 2011/2012: 12. Platz 1. Regionalliga West
- 2012/2013: 08. Platz 1. Regionalliga West
- 2013/2014: 07. Platz 1. Regionalliga West
- 2014/2015: 10. Platz 1. Regionalliga West
- 2015/2016: 12. Platz 1. Regionalliga West (Abstieg in die 2. Regionalliga West)
- 2016/2017: 03. Platz 2. Regionalliga West
- 2017/2018: 05. Platz 2. Regionalliga West
- 2018/2019: 05. Platz 2. Regionalliga West